# Andrea Federici
Andrea Federici (* 24. Februar 1997 in Brescia) ist ein italienischer Leichtathlet, der sich auf den Sprint spezialisiert hat.

## Sportliche Laufbahn
Erste internationale Erfahrungen sammelte Andrea Federici im Jahr 2013, als er bei den Jugendweltmeisterschaften in Donezk mit 11,04 s im Halbfinale im 100-Meter-Lauf ausschied und mit der italienischen Sprintstaffel (1000 Meter) im Vorlauf disqualifiziert wurde. 2015 kam er in der 4-mal-100-Meter-Staffel im Vorlauf bei den Junioreneuropameisterschaften in Eskilstuna zum Einsatz und verhalf dem Team zum Finaleinzug. Im Jahr darauf schied er bei den U20-Weltmeisterschaften in Bydgoszcz mit 10,87 s in der ersten Runde über 100 Meter aus und belegte mit der Staffel in 40,02 s den siebten Platz. 2017 wurde er mit der Staffel bei den U23-Europameisterschaften ebendort im Vorlauf disqualifiziert und 2019 wurde er bei den U23-Europameisterschaften in Gävle in 39,96 s Vierter mit der Staffel. 2022 klassierte er sich bei den Mittelmeerspielen in Oran mit 21,25 s auf dem siebten Platz im 200-Meter-Lauf und siegte mit der Staffel in 38,95 s. Im Jahr darauf belegte er bei den World University Games in Chengdu in 20,79 s den siebten Platz über 200 Meter und schied über 100 Meter mit 10,65 s im Vorlauf aus.
2022 wurde Federici italienischer Meister in der 4-mal-100-Meter-Staffel.

## Persönliche Bestzeiten
- 100 Meter: 10,24 s (+1,9 m/s), 6. August 2022 in Vicenza
  - 60 Meter (Halle): 6,71 s, 21. Januar 2023 in Ancona
- 200 Meter: 20,35 s (+1,6 m/s), 2. Juni 2024 in Sestriere
  - 200 Meter (Halle): 21,31 s, 15. Januar 2022 in Ancona